# Иванов, Мирослав
Мирослав Иванов (чеш. Miroslav Ivanov; 10 апреля 1929[…], Йозефов или Яромерж[…] — 23 декабря 1999[…], Прага[…]) — чешский писатель, публицист и журналист.

## Биография
Мирослав Иванов родился в г. Йозефове (теперь часть города Яромержа) в Краловеградецком крае. Его отца казнили нацисты за участие в антифашистском Сопротивлении. После окончания средней школы в Яромерже он получил высшее образование в Карловом университете в Праге, выпустившись в 1953 году. Затем он работал ассистентом на философском факультете университета, был редактором журнала «Hlas revoluce». 
Входил в группу экспертов, изучавших Краледворскую рукопись и другие подделки Вацлава Ганки.
Умер в Праге.

## Избранные произведения
- 1959 — Bohové odešli
- 1960 — Lenin v Praze
- 1961 — Historie skoro detektivní
- 1963 — Slunce zašlo za mraky
- 1964 — Bengt, tvůj kamarád ze Švédska
- 1965 — Gaston, tvůj kamarád z Francie
- 1969 — Tajemství RKZ
- 1970 — Lenin a Praha
- 1970 — Záhada Rukopisu královédvorského
- 1976 — Český pitaval aneb Kralovraždy
- 1979 — Atentát na Reinharda Heydricha
- 1985 — Proč se vůbec scházíme aneb O literatuře faktu bez předsudků
- 1990 — Nepravděpodobné příběhy aneb Jak jsem dělal literaturu faktu
- 1998 — Sága o životě a smrti Jana Bati a jeho bratra Tomáše